# Athanase Vantchev de Thracy
Athanase Vantchev, dit Athanase Vantchev de Thracy (en bulgare : Атанас Ванчев дьо Траси) est un poète français né le 3 janvier 1940 à Haskovo et mort à Paris le 30 septembre 2020,, agrégé de lettres classiques de l'université de Sofia et docteur de l'Université Paris-Nanterre. Docteur Honoris Causa de l'Université de Veliko Tarnovo, il a publié et traduit en plusieurs langues de nombreux recueils de poèmes,. Il décède le 30 septembre 2020.

## Biographie

### Formation
Athanase Vantchev de Thracy est né le 3 janvier 1940 à Haskovo, en Bulgarie, où il poursuit ses études primaires et secondaires. Il est devenu citoyen d'honneur de cette ville.
En 1965, il obtient son diplôme de philologie française à l'université de Sofia ainsi qu'une maîtrise en russe, grec, latin à l'Université de Veliko Tarnovo où il reçoit le titre de docteur honoris causa
En 1966, il publie son premier recueil de poésies et s'installe définitivement à Paris tout en voyageant dans le monde entier . 
Il est titulaire d'une thèse de doctorat obtenue à l'université Paris 10 (Nanterre) en 1970.
En 1974, il est diplômé de russe de l'Institut national des langues et civilisations orientales (INALCO).
En 1976, il obtient à la Sorbonne[Quoi ?] une maîtrise ès études russes, Poétique et métaphysique dans les œuvres de Dostoïevski. [réf. nécessaire].

### Travaux
Il a donné des enseignements philologiques à Moscou, Leningrad, Londres, Salamanque (Espagne), Rome, Urbino (Italie), Athènes (Grèce), Lund (Suède). 
Il est, par ailleurs, l'auteur de 58 recueils de poèmes, des livres sur l'histoire et histoire de l'art et de livres d'enfants. Ses œuvres sont traduites et publiées en bulgare, russe, anglais, espagnol, arabe, islandais, estonien, albanais, grec, italien, portugais, roumain, polonais, géorgien, arménien, turc, iranien, hongrois, ouzbek, chinois, néerlandais, ukrainien. 
Lui-même a traduit plus de 70 ouvrages de différentes langues en français.
Il a vécu deux ans à Damas et Palmyre (Syrie), six mois en Jordanie, un an en Arabie saoudite deux ans en Tunisie, six mois au Maroc, un an et deux mois en Mauritanie et a visité plus de quarante pays, dont le Brésil, le Mexique, l'Amérique, l'Uruguay, la Bolivie, le Chili, presque tous les pays européens, l'Irak, l'Iran, la Turquie, le Liban, le Tadjikistan, le Kazakhstan, Oman, l'Égypte et de nombreux autres pays africains.   
Il fait, pendant ces séjours, la connaissance émerveillée de l’Islam, et passe de longues années à étudier l’histoire sacrée de l’Orient. De cette période date sa remarquable adaptation en français de l’ouvrage historique de Moustapha Tlass Zénobie, reine de Palmyre.   
Il consacre entièrement ses deux années passées en Russie (1993-1994) à l’étude de la poésie russe. Traducteur d’une pléiade de poètes, Athanase Vantchev de Thracy est distingué par de nombreux prix littéraires nationaux et internationaux. 
Ses voyages entre Orient et Occident imprègnent ses poèmes des deux mondes, il devient l'ami de nombreux poètes comme Alioune Badara Coulibaly ou Mustapha Mouloudi qui lui a dédié plusieurs poèmes. 
En 2012, il est sollicité pour participer au mouvement Aldravista des auteurs brésiliens.
Il est candidat à l'Académie française une première fois en 2013, mais ne recueille aucune voix et est battu par Xavier Darcos ; il postule une nouvelle fois en 2014, et ne sort que troisième derrière Alain Finkielkraut et Gérard de Cortanze en n'obtenant qu'une seule voix,.

## Titres et appartenance comme membre

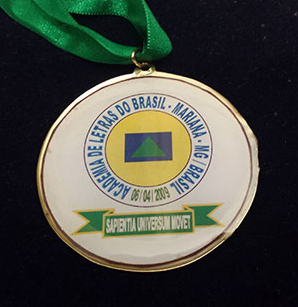
Organisation mondiale Poetas del Mundo
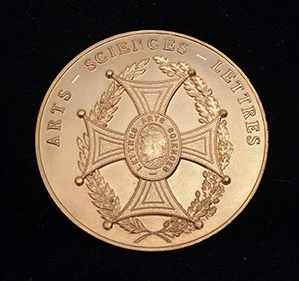
Médaille vermeil de la Société académique Arts-Sciences-Lettres
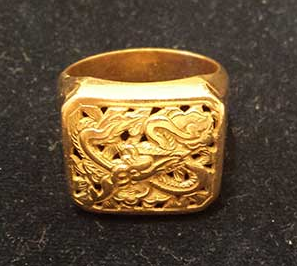
Bague d'or du Grand Prix International Solenzara de Poésie

- Académie bulgare des Sciences et des Arts[19];
- Académie des Lettres, Arts et Science du Brésil[3]  ;
- Académie de l'Éducation supérieure d'Ukraine[20] ;
- Ambassadeur universel de la Paix (Genève)[Quoi ?] ;
- Docteur honoris causa de l’Université de Veliko Tarnovo en Bulgarie
- Président, depuis 2010, du Mouvement international Poetas del Mundo[21] ;

## Distinctions
- 2001 : Prix François-Coppée de l’Académie française pour D’Antiques Voix suaves et Soudain un séraphique frisson. Médaille d'argent[22] ;
- Grand Prix International de Poésie Solenzara[23] ;
- Grand Prix International de Poésie Pouchkine[23] ;
- Grand Prix International de Poésie Naïm Frashëri[24] ;
- Grand Prix International Lermontov ;
- Grand Prix International Gogol en 2014[25] ;
- Grand Prix International Chevtchenko ;
- La plus haute distinction de l’État bulgare, l’Ordre Stara Planina[26]

## Publications

### Auteur
- Ouvrages sur les deux cités puniques tunisiennes :
  - Monastir-Ruspina – la face de la clarté
  - El-Djem-Thysdrus – la fiancée de l’azur
  - Les mosaïques thysdriennes
- Livre des transparences (Orbis opera), E. Baschet, 1981, 92 p. (ASIN B0014K23VY)
- Orai (Orbis opera), E. Baschet, 1981, 81 p. (ASIN B0014JTIF4)
- Si tu savais seulement comme j'aime la vie (Orbis opera), E. Baschet, 1982, 88 p. (ASIN B0014JTIHM)
- Avec Hristo Botev, Celui qui succombe pour toi, liberté (Orbis opera), E. Baschet, 1984, 45 p. (ASIN B0014JEJIA)
- Chants monodiques, Institut culturel de solenzara, 1997, 128 p. (ASIN B000X3Z978)
- D'antiques voix suaves, Print performance, 2000, 138 p. (ASIN B000WY81B4)
- Soudain, un séraphique frisson, Institut culturel de Solenzara, 2000, 101 p. (ASIN B000WVCPQE)
- Toi, Vierge de feu : Couronne de sonnets, Institut culturel de Solenzara, 2001, 54 p. (ASIN B000WUYSS8)
- Instants de pure éternité : poésies pour Olivier, Le Sigillaire, 2001, 159 p. (ASIN B000WUSJ92)
- Ode à Che Guevara : la passion, Rueil-Malmaison, Institut culturel de Solenzara, 2010, 222 p. (ISBN 978-2-9532175-8-2, BNF 42565820)
- Flamboyances, Paris, Institut culturel de Solenzara, 2011, 96 p. (ISBN 978-2-919320-25-7, BNF 42584880)
- Stances pentacordes, Paris, Institut culturel de Solenzara, 2012, 168 p. (ISBN 978-2-919320-43-1, BNF 42735264)
- Sonnets damasciens : sonnets estrambots, Paris, Institut culturel de Solenzara, 2012, 106 p. (ISBN 978-2-919320-43-1, BNF 42735264)
- Palmyre, visages de lumière, Paris, Institut culturel de Solenzara, 2013, 202 p. (ISBN 978-2-919320-65-3, BNF 43644168)
- Suaves voluptés de la vie : poèmes  (trad. du français, traduit en anglais par Norton Hodges), Lausanne/Paris, n/a, 2013, 255 p. (ISBN 978-2-8251-4356-8, BNF 43642969)
- Anges, vous qui savez, Paris, Institut culturel de Solenzara, 2015, 130 p. (ISBN 978-2-919320-65-3, BNF 43644168)
- Dis seulement une parole, Paris, Institut culturel de Solenzara, 2015, 136 p. (ISBN 978-2-37356-019-0, BNF 44464331)
- Les Symboles célestes dans les mythes grecs et dans la poésie épique ancienne  (trad. de l'anglais), Paris, Institut culturel de Solenzara, 2012, 149 p. (ISBN 978-2-919320-30-1, BNF 43516776)
- Frêle hébétude des tilleuls, Paris, Institut culturel de Solenzara, 2014, 155 p. (ISBN 978-2-919320-77-6, BNF 43776709)
- Le Fleuve somptueux de l'éther, Paris, Institut culturel de Solenzara, 2016, 150 p. (ISBN 978-2-37356-030-5, BNF 45002492)
- Les Limpides Avancées des heures  (trad. du français), Paris, Institut culturel de Solenzara, 2016, 128 p. (ISBN 978-2-37356-029-9, BNF 44524858)
- Longue est la solitude  (trad. du français), Paris, Institut culturel de Solenzara, 2016, 144 p. (ISBN 978-2-37356-023-7, BNF 44503696)

### Traducteur
- M'hamed Alilouch, Ameksa Le Berger Recueil de poésies amazighs, Casablanca, Éditions La Croisées des Chemins, 2008 (ISBN 978-9954-1-0264-7 (édité erroné), BNF 42503305, lire en ligne)
- Elvandro Burity (pt) (trad. du portugais par avec Marc Galan), Rien Que des Aldravias, Montigny-le-Bretonneux, Yvelinédition, 2011, 89 p. (ISBN 978-2-84668-342-5, BNF 42546682)
- Kuei-Shien Lee (trad. du français), The Hour of Twilight, S.l., EHGBooks, 2015, 160 p. (ISBN 978-1-62503-228-7, BNF 44454922)
- Jeton Kelmendi (trad. de l'albanais), Comme le commencement est silencieux : Poèmes adaptés en français, Paris, L'Harmattan, 2011, 125 p. (ISBN 978-2-296-13724-0, BNF 42375107, lire en ligne)
- Feliciano Mejía Hidalgo (trad. du français), Chants de guerre : Urpis de guerra, Paris, Éditions Institut culturel de Solenzara, 2012, 68 p. (ISBN 978-2-919320-46-2, BNF 42742404)
- Jüri Talvet (en) (trad. de l'estonien par avec Françoise Roy), Élégie estonnienne et autres poèmes, Paris, Éditions L'Harmattan, 2016, 110 p. (ISBN 978-2-343-09773-2, BNF 45117547)